# Cá rìu vạch thông thường
Cá rìu vạch thông thường hoặc Cá rìu vạch sông, tên khoa học Gasteropelecus sternicla, là một loài cá vùng nhiệt đới thuộc họ Gasteropelecidae. Có nguồn gốc ở Nam Mỹ tại Peru và giữa Amazon, Guiana và Venezuela, nó phát triển đến khoảng 2,5 inch (6,5 cm). Cá rìu vạch thường sẽ nhảy ra khỏi nước khi báo động, chúng cũng có thể nhảy để bắt côn trùng nhỏ trên không.